# Максимов, Аркадий Леонидович
Аркадий Леонидович Максимов (род. 11 августа 1949 года, Усть-Каменогорск, Восточно-Казахстанская область, КазССР) — советский и российский физиолог, специалист в области экологической физиологии и адаптации человека в экстремальных условиях, член-корреспондент РАН (2011).

## Биография
Родился 11 августа 1949 года в Усть-Каменогорске Восточно-Казахстанской области КазССР.
В 1974 году — окончил санитарный факультет Киргизского государственного медицинского университета.
После окончания ВУЗа работал в Институте физиологии и экспериментальной патологии высокогорья АН Киргизской ССР где руководил исследованиями по изучению межсистемных механизмов, лимитирующих физическую и психическую деятельность человека в экстремальных условиях среды в районах высокогорий Тянь-Шаня, Памира и Кавказа, в пустынях Средней Азии.
В составе двух Антарктических экспедиций (1979, 1982), где на высокогорной станции «Восток» провел уникальные работы по физиологии адаптационных перестроек у полярников, попавших в суперэкстремальные условия жизнедеятельности после уничтожения в результате пожара энергетических установок станции.
В 1994 году — защитил докторскую диссертацию.
В 1989 году — по приглашению перешел в Институт биологических проблем Севера ДВО АН СССР (Магадан), где организовал лабораторию физиологии экстремальных состояний и развернул сравнительные комплексные исследования по изучению адаптивных особенностей у аборигенного, пришлого и коренного населения Северо-Востока России и Аляски.
В начале 90-х годов активно участвовал в создании первого в структуре АН СССР Российско-Американского Международного научно-исследовательского учреждения (НИЦ «Арктика» ДВО РАН), соучредителями которого выступили ДВО АН СССР и Университет Аляски, и который в дальнейшем возглавлял с 1995 по 2016 годы, в настоящий момент — главный научный работник центра.
В 1999 году — присвоено учёное звание профессора.
В 2011 году — избран членом-корреспондентом РАН.

## Научная деятельность
Специалист в области изучения экологической физиологии и адаптации человека в экстремальных условиях.
При его непосредственном участии в Магаданской области, на Чукотке и Аляске были организованы комплексные исследования по разработке региональных нормативов ряда эндокринных, иммунологических, микроэлементных и сомато-метрических показателей у детей и подростков из числа аборигенного и пришлого населения Северо-Востока России, которые внедрены в практику учреждений здравоохранения Магаданской области.
Результаты исследований по работоспособности и отбору спецконтингентов для деятельности в экстремальных природных и производственных условиях внедрены в практику ряда организаций МО, МЧС, Российской Антарктической экспедиции.
Автор запатентованного способа, позволяющего проводить экспресс-оценку и прогнозирование гипоксической устойчивости человека при перемещении его в условия высокогорья.
Разработаны номограммы, позволяющие определять изменение физической работоспособности у человека в диапазоне высот 2500-4500 м относительно равнины или предгорья. В процессе 1,5 годичной зимовки на антарктической станции «Восток» (3488 м) было установлено, что стабильной фазы адаптации в высокогорье Антарктиды не наступает, при этом опасность развития тяжелой формы острой горной болезни сохраняется до 1,5 месяца.
Разработал физиологическую схему факторов, лимитирующих работоспособность человека при одновременном воздействии гипоксии и низких температур, показывающая, что негативные процессы в большинстве функциональных систем развиваются по принципу порочного круга. На основе исследований различных популяций жителей Крайнего Севера Максимовым А. Л. была сформирована новая концепция районирования территорий с экстремальными условиями проживания. В основу методики районирования положен ряд показателей здоровья человека, которые выступают интегральными маркерами уровня дискомфортности среды обитания, что отражено в основе проекта Федерального закона «О районировании Севера РФ».
Имеет свыше 500 научных публикаций, в том числе девять монографий и четыре патента.
Под его руководством подготовлены 4 кандидата и 1 доктор наук.

### Научно-организаторская деятельность
- член рабочей группы Государственной Думы РФ по биомедицинским вопросам Севера;
- член Международной неправительственной организации Северный форум;
- возглавляет Магаданское отделение Физиологического общества России имени И. П. Павлова
- член Координационного совета по инновационной деятельности при губернаторе Магаданской области;
- член Общественного совета по защите прав пациентов при территориальном органе Федеральной службы по надзору в сфере здравоохранения и социального развития;
- член редакционного совета журнала «Физиология человека» РАН и редколлегии журнала «Вестник СВНЦ ДВО РАН».

## Награды
- Орден Трудового Красного Знамени[1]
- Орден «Знак Почёта»[1]
- Орден Почёта (2000)[4]
- Заслуженный деятель науки Российской Федерации (2008)[5]
- Почётная грамота Российской академии наук (17 сентября 2024) — за многолетний плодотворный труд на благо отечественной науки в области экологической физиологии и адаптации человека в экстремальных условиях и в связи с юбилеем